# Călărași, Cluj
Călărași là một xã thuộc hạt Cluj, România. Dân số thời điểm năm 2002 là 2581 người.